# Ritterkopf
Der Ritterkopf ist ein 3006 m ü. A. hoher, markanter Berg in Rauris, circa 3 km nördlich des Alpenhauptkamms. Er trennt das Krumltal vom Hüttwinkltal. An den Hängen des Bergs befinden sich Fundstellen für Mineralien (Bergkristall, Pyrit, Aktinolith), die teilweise auch touristisch genutzt wurden. Im Ritterkar (östlich des Gipfels) wurde im 16. Jahrhundert Gold gewonnen.

## Anstiege
Da es auf dem Ritterkopf keine markierten Wege gibt, ist für alle Anstiege gutes Orientierungsvermögen und sicheres Wetter nötig; es ist Trittsicherheit auch im weglosen Gelände erforderlich. Da es am Berg keine Schutzhütten gibt, müssen ca. 1800 Höhenmeter im Auf- und Abstieg an einem Tag zurückgelegt werden.
- Der Normalanstieg führt vom Alpengasthof Bodenhaus über die Ritterkaralm und den Ostgrat auf den Gipfel.
- Der Nordgrat ist im Alpenvereinsführer 1986 mit Schwierigkeit UIAA I angegeben.
- Der Anstieg vom Krumltal über das Gamskar, die Goldlacklscharte und den Südgrat (Goldlacklschneid) ist im selben Führer ebenfalls mit UIAA I bewertet; wegen eines Gratstücks mit sehr brüchigem und sandigem Fels (nahe der Goldlacklscharte; teils Reitgrat) aber nur für sehr erfahrene Alpinisten zu empfehlen.

## Karte und Führer
- Alpenvereinskarte Blatt 42, 1:25.000, Sonnblick (Nordseite des Ritterkopfs nicht mehr im Kartenausschnitt)
- Liselotte Buchenauer, Peter Holl: Alpenvereinsführer Ankogel- und Goldberggruppe. Bergverlag Rother, München 1986. ISBN 3-7633-1247-1